# فرانشيسكو كونتي
فرانشيسكو كونتي (بالإيطالية: Francesco Conti)‏ (30 أغسطس 1962 - ) هو لاعب كرة قدم إيطالي في مركز الوسط.